# Aéroport international Al Maktoum
L’aéroport international Al Maktoum (en arabe : مطار آل مكتوم الدول, aussi connu sous son nom anglais de Dubai World Central), est un aéroport international des Émirats arabes unis situé à l'extrême ouest de l'émirat de Dubaï, il se trouve à proximité de Jebel Ali et de son port, ainsi que de l'archipel de Palm Jebel Ali. Inauguré le 27 juin 2010, son nom commémore la mémoire du cheikh Maktoum ben Rachid Al Maktoum, décédé en 2006 et qui fut émir de Dubaï, premier ministre des Émirats arabes unis de 1971 à 1979, avant d'en être président en 2004. L'aéroport porta auparavant les noms de Jebel Ali International Airport, Jebel Ali Airport City et Dubai World Central International Airport. En 2018, l'aéroport a transporté 900 202 passagers.

## Situation
| \| 50 km1:5 270 000 \| Abou Dabi Al-Aïn Al Maktoum Dalma Dubaï Ras el Khaïmah Charjah Al Dhafra Al Minhad Sir Bani Yas Fujaïrah |
| 50 km1:5 270 000 |

## Capacités
Sur un complexe de 140 km2, l’aéroport international Al Maktoum, qui ambitionne de devenir le plus grand aéroport du monde, sera conçu pour accueillir au moins 120 millions de passagers par an soit 30 % de plus que celui d’Atlanta, qui est actuellement l’aéroport qui enregistre le plus gros trafic de passagers.
À terme, il disposera de 6 pistes en parallèle d’une longueur de 4,5 kilomètres séparées entre elles de 800 mètres, ainsi que de trois terminaux pour les passagers :
- le terminal 1 pour la compagnie Emirates,
- le terminal 2 pour les autres compagnies aériennes classiques,
- le terminal 3 réservé aux compagnies à bas prix.

Afin d'accueillir les nombreux passagers prévus sur ce nouvel aéroport, un parking souterrain de 100 000 places est actuellement en construction.
L’aéroport international Al Maktoum servira également pour le transport de fret avec une capacité annuelle de 12 millions de tonnes, soit trois fois plus que l’aéroport international de Memphis, le plus important nœud de fret actuellement. 16 terminaux seront destinés au fret.

## Statistiques
En 2018, l'aéroport a accueilli 900 202 passagers. Sa capacité actuelle d'accueil est de 26,5 millions de passagers par an.
Le graphique qui aurait dû être présenté ici ne peut pas être affiché car il utilise l'ancienne extension Graph, désactivée pour des questions de sécurité. Des indications pour créer un nouveau graphique avec la nouvelle extension Chart sont disponibles ici.

Voir la requête brute et les sources sur Wikidata.

## Compagnies et destinations
| Compagnies                 | Destinations |
| -------------------------- | --- |
| Aeroflot                   | Moscou Chérémétiévo |
| Air Bucharest              | En saison Charter : Bucarest-H. Coandă |
| Azur Air                   | En saison Charter : Arkhangelsk-Talagi, Kaliningrad-Khrabrovo, Kazan, Krasnodar-Pashkovsky, Mineralniye Vody, Moscou-Vnoukovo, Nijnekamsk-Begichevo, Nijni Novgorod-Strigino, Novossibirsk-Tolmatchevo, Perm, Rostov-sur-le-Don/Platov, Saint-Pétersbourg-Poulkovo, Samara-Kouroumotch, Oufa, Voronej (en), Iékaterinbourg-Koltsovo |
| Belavia                    | En saison Charter : Minsk |
| Fly Cham                   | Alep, Damas |
| flydubai                   | Amman-Reine-Alia, Beyrouth-Rafic Hariri |
| GetJet Airlines            | En saison Charter : Vilnius |
| Holiday Europe             | En saison Charter : Bâle-Mulhouse, Berlin-Brandebourg, Leipzig/Halle, Nuremberg-A. Dürer |
| Iberia                     | En saison Charter : Madrid-Barajas |
| Pegas Fly                  | En saison Charter : Kazan, Krasnodar-Pashkovsky, Moscou Chérémétiévo, Samara-Kouroumotch, Oufa, Iékaterinbourg-Koltsovo |
| Pobeda                     | Moscou-Vnoukovo |
| Royal Flight               | En saison Charter : Belgorod, Kazan, Mineralniye Vody, Moscou Chérémétiévo, Nijni Novgorod-Strigino, Rostov-sur-le-Don/Platov, Saint-Pétersbourg-Poulkovo, Saratov, Sourgout, Syktyvkar (en), Tioumen-Roshchino, Oufa, Volgograd (ex-Stalingrad)                                                                                    |
| Smartlynx Airlines Estonia | En saison Charter : Tallinn |
| Transavia France           | Marseille-Provence En saison : Toulouse-Blagnac |
| TUI fly Deutschland        | En saison Charter : Berlin-Tegel, Düsseldorf, Francfort |
| Ural Airlines              | En saison Charter : Kazan, Krasnodar-Pashkovsky, Moscou-Domodédovo, Oufa |
| Wizz Air                   | Bucarest-H. Coandă, Budapest-Ferenc Liszt En saison : Cluj-Napoca, Katowice-Pyrzowice, Sofia-Vrajdebna |

Édité le 18/02/2020

## Annexe